# Lac de Tengréla
Lac de Tengréla är en sjö i Burkina Faso.   Den ligger i regionen Cascades, i den sydvästra delen av landet, 400 km sydväst om huvudstaden Ouagadougou.